# 1877年臺灣
|        | 臺灣歷史 \| 台灣歷史年表 |
| 世纪： | 18世纪臺灣 \| 19世纪臺灣 \| 20世纪臺灣 |
| 年代： | 1840年代臺灣 \| 1850年代臺灣 \| 1860年代臺灣 \| 1870年代臺灣 \| 1880年代臺灣 \| 1890年代臺灣 \| 1900年代臺灣                                           |
| 年份： | 1872年臺灣 \| 1873年臺灣 \| 1874年臺灣 \| 1875年臺灣 \| 1876年臺灣 \| 1877年臺灣 \| 1878年臺灣 \| 1879年臺灣 \| 1880年臺灣 \| 1881年臺灣 \| 1882年臺灣 |
| 纪年： | 丁丑年（牛年）、清朝光绪3年 |

## 政府

### 斯卡羅王國

瑯嶠君主：朱雷（Cudjuy Garuljigulj）

### 清帝國

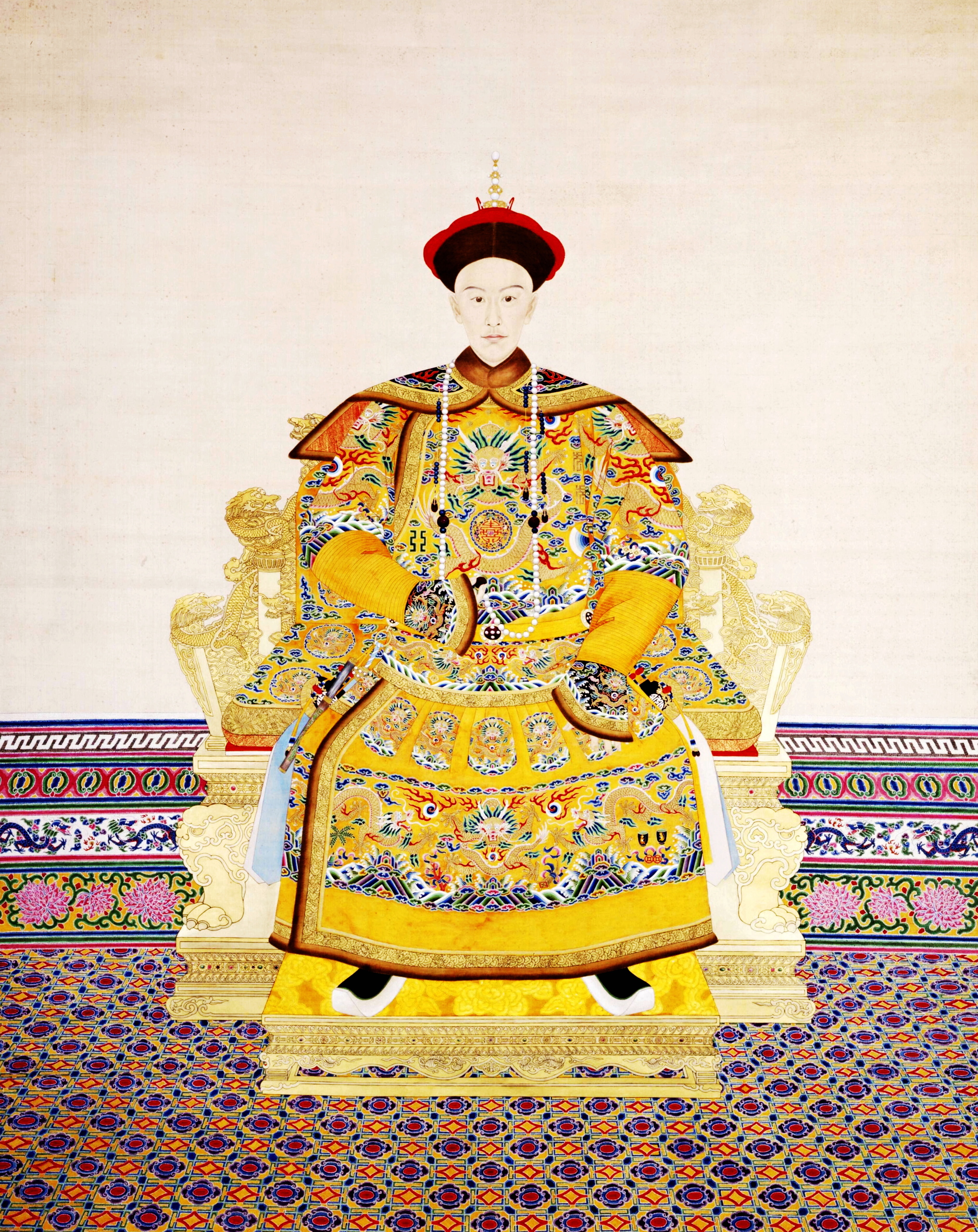
清朝皇帝：光绪帝
臺灣府知府：向燾
臺灣府知府：張夢元

## 大事記
- 2月2日（十二月廿日）：上海申報報導臺灣基隆的八斗子煤礦所鋪設的輕便鐵道[1]。這條鐵路是臺灣第一條鐵道[2]。
- 2月13日：光緒三年正月初一。
- 10月11日（九月初五）：福建巡撫丁日昌在臺灣南部鋪設的電報線完工，電報線路分別是臺灣府（今臺南市）到安平（臺南市安平區）與臺灣府到旗後（今高雄市旗津區）[3]。

## 出生
- 蔡彬淮，9月。
- 陳玉，5月18日。
- 陳慶同，10月24日。